# Critérium International 1992
Il Critérium International 1992, sessantunesima edizione della corsa, si svolse dal 28 al 29 marzo su un percorso di 306 km ripartiti in 3 tappe, con partenza a Orange e arrivo ad Avignone. Fu vinto dal francese Jean-François Bernard della Banesto davanti all'olandese Gert-Jan Theunisse e all'italiano Giorgio Furlan.

## Tappe
| Tappa  | Data     | Percorso                                | km    | Vincitore di tappa | Leader cl. generale   |
| ------ | -------- | --------------------------------------- | ----- | ------------------ | --------------------- |
| 1ª     | 28 marzo | Orange > Pertuis                        | 198,5 | Stephen Hodge      | Stephen Hodge         |
| 2ª     | 29 marzo | Fontaine de Vaux > Sommet de Vidauque   | 95    | Giorgio Furlan     | Gert-Jan Theunisse    |
| 3ª     | 29 marzo | Avignone > Avignone (cron. individuale) | 12,5  | Francis Moreau     | Jean-François Bernard |
| Totale | Totale   | Totale                                  | 306   |                    |                       |

## Dettagli delle tappe

### 1ª tappa
- 28 marzo: Orange > Pertuis – 198,5 km

| Pos. | Corridore          | Squadra   | Tempo    |
| ---- | ------------------ | --------- | -------- |
| 1    | Stephen Hodge      | ONCE      | 4h50'32" |
| 2    | Giorgio Furlan     | Ariostea  | s.t.     |
| 3    | Gert-Jan Theunisse | TVM-Sanyo | s.t.     |

| Pos. | Corridore     | Squadra | Tempo    |
| ---- | ------------- | ------- | -------- |
| 1    | Stephen Hodge | ONCE    | 4h50'32" |

### 2ª tappa
- 29 marzo: Fontaine de Vaux > Sommet de Vidauque – 95 km

| Pos. | Corridore             | Squadra   | Tempo    |
| ---- | --------------------- | --------- | -------- |
| 1    | Giorgio Furlan        | Ariostea  | 2h35'31" |
| 2    | Gert-Jan Theunisse    | TVM-Sanyo | a 3"     |
| 3    | Jean-François Bernard | Banesto   | a 5"     |

| Pos. | Corridore          | Squadra   | Tempo |
| ---- | ------------------ | --------- | ----- |
| 1    | Gert-Jan Theunisse | TVM-Sanyo |       |

### 3ª tappa
- 29 marzo: Avignone > Avignone (cron. individuale) – 12,5 km

| Pos. | Corridore             | Squadra  | Tempo  |
| ---- | --------------------- | -------- | ------ |
| 1    | Francis Moreau        | MG Boys  | 14'50" |
| 2    | Jean-François Bernard | Banesto  | a 2"   |
| 3    | Arturas Kasputis      | Postobon | a 10"  |

| Pos. | Corridore             | Squadra   | Tempo    |
| ---- | --------------------- | --------- | -------- |
| 1    | Jean-François Bernard | Banesto   | 7h41'08" |
| 2    | Gert-Jan Theunisse    | TVM-Sanyo | a 20"    |
| 3    | Giorgio Furlan        | Ariostea  | a 25"    |

## Classifiche finali

### Classifica generale
| Pos. | Corridore             | Squadra                   | Tempo    |
| ---- | --------------------- | ------------------------- | -------- |
| 1    | Jean-François Bernard | Banesto                   | 7h41'08" |
| 2    | Gert-Jan Theunisse    | TVM-Sanyo                 | a 20"    |
| 3    | Giorgio Furlan        | Ariostea                  | a 25"    |
| 4    | Arunas Cepele         | Postobon-Manzana-Ryalcao  | a 27"    |
| 5    | Johan Bruyneel        | ONCE                      | a 47"    |
| 6    | Massimiliano Lelli    | Ariostea                  | a 48"    |
| 7    | Stephen Roche         | Carrera-Vagabond-Tassoni  | a 54"    |
| 8    | Heinrich Trumheller   | Helvetia- Fichtel & Sachs | a 55"    |
| 9    | Jerome Simon          | Z                         | a 59"    |
| 10   | Julián Gorospe        | Banesto                   | a 1'04"  |